# 佛朗西斯科·桑得利
佛朗西斯科·桑得利（義大利語：Francesco Sondelli、1973年12月8日—）出生於義大利的拿坡里。意大利搖滾樂手、創作歌手、音樂製作人、作曲家以及企業家。曾經組成了另類搖滾樂團「The Petalstones」，並兼任樂團的吉他手及副主唱。樂團主唱是現今的好萊塢知名女星瑪琳·艾珂曼；貝斯手是Mario Pagliarulo；鼓手則是Roberto Zincone。
他還創立了樂器公司「F-Pedals™」，並擔任商品的主席設計師。 2013年，替義大利職業足球俱樂部「那不勒斯足球俱樂部」製作了官方加油歌。

## 幼年時期
誕生於義大利的拿坡里。從小對音樂情有獨鐘，10歲開始學習鋼琴和吉他；15歲即開始寫歌、創作歌曲。

## 音樂活動

### 樂團時期
1997年，在義大利的拿坡里組成了樂團「超蘇（Chao-Shi）」，從此正式展開音樂活動。後來樂團的名字被列入義大利搖滾百科全書「Enciclopedia del Poprock Napoletano」，並且在1998年獲得MTV的 Axe音樂獎。到了2001年，樂團將活動據點轉移到洛杉磯之後，將團名變更為「Ozono」。
2003年，他邀請瑞典裔加拿大的瑪琳・艾珂曼擔任樂團的主唱。在加入新成員後，樂團更名為「The Petalstones」以嶄新面貌再出發。2005年8月，樂團發行了首張專輯「Stung」。在經過僅僅2年的音樂活動之後，於2007年宣佈解散。

### 個人時期
在樂團解散之後，他開始了個人的音樂活動，並於同年發行首張個人專輯Disordinary」。此張專輯是在音樂巨匠埃迪·克萊默的編輯製作下完成。除了歌手的活動以外，也致力於作曲、音樂製作，從義大利、墨西哥、瓜地馬拉、波多黎各等，跨越多個國界參與其他歌手的音樂製作。其中，由波多黎各的女歌手埃德妮娜·纳扎里奥在2009年發行的專輯「Soy」裡，即有他所提供的樂曲。該專輯在美國的「公告牌拉丁语专辑排行榜」、「拉丁语流行音乐专辑」以及「Puerto Rico Top Albums」皆榮獲第1名。美國的 Billboard排行榜還將其提名為「2010年No.1拉丁流行專輯」。
2013年，SSC NAPOLI(那不勒斯足球俱樂部)的會長奥雷利奥·德·劳伦蒂斯邀請他為那不勒斯足球俱樂部製作新的官方加油歌。於是，他使用拿坡里傳統民謡「'O surdato 'nnammurato（戀愛士兵）」的副歌部分，將其重新編曲後，完成了現今足球俱樂部的官方加油歌。

## 音樂作品

### 樂團「The Petalstones」
- 2005年-首張專輯「Stung」（Hailstone Music、2005年8月17日發行）[5]

### 個人作品「FRANCESCO」
- 2007年-首張個人專輯「Disordinary」（Francesco、2006年12月8日發行）[6]
- 2009年-單曲「Dentro De Mi」（F-Vision LLC、2009年）※僅數位音樂　[7]
- 2011年-單曲「Rey」（F-Vision LLC、2011年）、「Vivo」（F-Vision LLC、2011年）※僅數位音樂　[8]

## 「ReEvolution計劃」
在從事音樂活動之餘，他也投入慈善活動。從2009年開始著手進行「ReEvolution計劃」。與義大利的音樂團體Capone & Bungt Bangt合作，將共同製作的歌曲的銷售額全數捐給非營利事業團體「马尼·特斯」，用來支援協助世界各地開發的計劃。

## 樂器公司「F-Pedals」
為了與吉他愛好者分享音樂體驗，他創立了樂器公司「F-Pedals」並擔任主席設計師。2014年在NAMM展覽會中，首度公開其開發的嶄新概念產品--可以無線使用的迷你吉他踏板。經典款是由埃迪・克萊默監修的「EDDIE KRAMER SERIES」破音踏板效果器， 其特色是能夠製造出單純的類比效果。埃迪·克萊默在他職業生涯中曾經替許多巨星的錄製專輯，包括吉米·罕醉克斯、滾石合唱團、齊柏林飛船、披頭四、Kiss合唱團、弗蘭克·扎帕、卡洛斯·山塔那、交通樂團等打造無數世界知名的作品。而EDDIE KRAMER系列正是以他這50年以來的成就為靈感打造的效果器。

## 外部連結
- 個人官方網站（中文）（英文）
- F-Pedals™官方網站 （页面存档备份，存于）（英文）